# كاتسو هيراتا
كاتسو هيراتا (باليابانية: 平田勝男؛ بالكانا: ひらた かつお) هو لاعب كرة قاعدة ياباني، ولد في 31 يوليو 1959 في ماتسورا في اليابان.

## وصلات خارجية
- كاتسو هيراتا على موقع الدوري الياباني لكرة القاعدة (الإنجليزية)
- كاتسو هيراتا على موقعبيزبول رفرنس.كوم (الدوري الثانوي) (الإنجليزية)